# Carlomano I
Carlomano I (28 de junho de 751 – 4 de dezembro de 771 em Samoussy, Aisne, perto de Laon, ou Chaumuzy) foi Rei dos Francos (rei da Austrásia, mais especificamente) de 768 a 771.
Rei dos Francos por morte de seu pai, em 768, que havia dividido pelos dois filhos um reino extremamente engrandecido e apoiado pelo Papa, coube a Carlomano a parte oriental. Com a sua morte precoce, ocorrida em 771, a sua herança passou para as mãos do seu irmão Carlos Magno, que assim viu novamente reunido o território do reino Franco. Carlos Magno afastou seus dois sobrinhos e usurpou o reino do irmão, desrespeitando a ordem de sucessão ao trono. A viúva de Carlomano, Gerberga, refugiou-se com os dois filhos junto a Desidério, rei dos Lombardos. Com a derrota deste, os filhos de Carlomano acabaram por ser confinados a um mosteiro.

## Genealogia
Carlomano I foi o segundo filho de Pepino, o Breve e de Berta de Laon. Era o irmão mais novo de Carlos Magno.